# 巖根村
巖根村（いわねむら）は、千葉県君津郡（望陀郡）にかつて存在した村である。現在の木更津市の北部に位置している。
なお、現存する地名では常用漢字を用いて「岩根」と表記している。

## 沿革
- 1889年（明治22年）4月1日 - 町村制施行により、万石村、久津間村、江川村、中里村、高柳村、坂戸市場村の一部が合併し、望陀郡巖根村が発足。
- 1897年（明治30年）4月1日 - 望陀郡が統合されて君津郡となる。
- 1941年（昭和16年）11月20日 - 国鉄房総西線（現内房線）に巌根駅が開業。
- 1942年（昭和17年）11月3日 - 木更津町、清川村、波岡村と合併し木更津市が成立。同日巖根村廃止。

## 交通

### 鉄道
- 国鉄（現JR東日本）
  - 房総西線（現内房線）：巌根駅

### 道路
- 房総街道（のちの国道127号の一部、国道16号の旧道）

## 巖根村出身の著名人
- 細井魚袋（歌人）